# アリー/ スター誕生
『アリー/ スター誕生』（アリー スターたんじょう、A Star Is Born）は、ブラッドリー・クーパー監督・主演による2018年公開のミュージカル・恋愛・ドラマ映画である。PG12指定。
1937年公開の『スタア誕生』（A Star Is Born）の1954年版、1976年版につぐ3度目のリメイクで、クーパーの他にレディー・ガガ、サム・エリオット、アンドリュー・ダイス・クレイ、デイヴ・シャペルらが出演する。ワーナー・ブラザースの製作・配給で2018年10月5日に公開された。
映画のサウンドトラックはインタースコープ・レコードより発売されており、全米・全英ともに1位を獲得、全世界で累計300万枚以上のセールスを記録した。また、レディー・ガガとブラッドリー・クーパーが歌う「シャロウ 〜『アリー/ スター誕生』 愛のうた」は、第91回アカデミー賞においてアカデミー歌曲賞を受賞している。

## ストーリー
ジャクソン・メインはカントリーロック歌手として名を馳せていたが、ドラッグと酒に溺れる生活を送っていた。そんなジャクソンを公私共に支えていたのが、兄のボビーであった。
カリフォルニア州でのコンサートの後、ジャクソンはドラァグ・バーに立ち寄った。しばらくしてパフォーマンスが始まったが、ジャクソンはその歌に大きく心を揺さぶられることになった。歌っていたのはバーのウェイトレス、アリーであった。彼女の才能に感服したジャクソンは、アリーを次のコンサートで起用することにした。その話を持ちかけられたアリーは断ろうとしたが、ジャクソンの熱意に根負けして出演することになった。
コンサート当日、ジャクソンとアリーのデュエットは観客から喝采を浴びた。その反応を見たジャクソンはアリーを自身のツアーに同伴させることにした。そうしているうちに、2人の間には恋愛感情が芽生えることとなった。2人はその夜ベッドを共にし、結ばれた。その後、2人はジャクソンが生まれ育った牧場を訪れたが、その土地はすでにボビーの手によって売却されていた。背信行為に怒り狂ったジャクソンは直ちにボビーを解雇した。
やがて、アリーはメジャーデビューの機会を掴み、カントリー歌手からポップ歌手へと転身して瞬く間にスターへの階段を駆け上がっていった。ジャクソンはアリーの転身を快く思っておらず、ストレスからますます酒浸りになっていった。アリーのマネジャー、レズはジャクソンの存在がアリーのキャリアの邪魔になっていると考え、その事実をジャクソンに突き付けたが、それが悲劇的な結末をもたらすことになった。

## キャスト
※括弧内は日本語吹替
- ジャクソン・“ジャック”・メイン - ブラッドリー・クーパー（桐本拓哉）
- アリー - レディー・ガガ（田村睦心）
- ボビー - サム・エリオット[1]（立川三貴）
- ロレンツォ - アンドリュー・ダイス・クレイ[1]（星野充昭）
- ジョージ・“ヌードルス”・ストーン - デイヴ・シャペル[8]（伊藤健太郎）
- レズ・ガヴロン - ラフィ・ガヴロン（英語版）（岸尾だいすけ）
- ラモン - アンソニー・ラモス（相楽信頼）
- カール - ロン・リフキン（坂東尚樹）
- ウルフィー - マイケル・J・ハーネイ（英語版）（梅津秀行）
- ゲイル - レベッカ・フィールド（ニケライ・ファラナーゼ）
- エメラルド - ウィリアム・ベリ（英語版）（手塚ヒロミチ）
- フィル - グレッグ・グランバーグ（祐仙勇）
- ドラッグバーのエムシー - D.J・“シャンジェラ”・ピアース（英語版）[9]（三宅健太）
- 牧師 - エディ・グリフィン（中務貴幸）
- レジ係 - ルネル（英語版）
- ジャクソンのバンド - ルーカス・ネルソン&プロミス・オブ・ザ・リアル
- アレック・ボールドウィン - 本人
- マーロン・ウィリアムズ（英語版） - 本人
- ブランディ・カーライル - 本人
- ホールジー - 本人
- ドン・ロイ・キング（英語版） - 本人
- その他の日本語吹き替え‐西谷修一、藤田奈央、濱野大輝、大泊貴揮、本泉莉奈

## 製作

### 企画
2011年1月、ビヨンセを主演とする『スタア誕生』の3度目のリメイク版の監督としてクリント・イーストウッドと交渉中であると報じられたが、プロジェクトはビヨンセの妊娠により延期となった。2012年4月、脚本家のウィル・フェッターズはこの脚本がカート・コバーンに非常に影響されていることを明かした。レオナルド・ディカプリオ、ウィル・スミス、クリスチャン・ベールとの出演交渉が失敗に終わり、さらにトム・クルーズへも持ち掛けられた。2012年10月9日、ビヨンセがプロジェクトを降板し、さらにジョニー・デップにも拒否されるとブラッドリー・クーパーとの交渉に入った。イーストウッドは女性主人公役にエスペランサ・スポルディングを構想した。2015年3月4日、ワーナー・ブラザースはクーパーが本作で映画監督デビューする交渉を行っており、またビヨンセがプロジェクトに復帰する可能性があることを発表した。その後、レディー・ガガの出演が報じられた。2016年8月16日、ガガの参加が正式に決定し、スタジオが2017年初頭に製作を開始させることが報じられた。2016年11月9日、レイ・リオッタがガガのキャラクターのマネージャー役で出演交渉中であることが報じられた。2017年3月17日、リオッタが交渉されていたキャラクター役がサム・エリオットに決定したことが報じられた。またアンドリュー・ダイス・クレイがガガのキャラクターの父親役での出演交渉に入った。2017年4月、ラフィ・ガヴロン、マイケル・J・ハーネイ、レベッカ・フィールドの出演が報じられた。
撮影は2017年4月17日に始まった。5月、デイヴ・シャペルが加わった。2018年4月、ホールジーも出演していたことが報じられた。

### 音楽
デザート・トリップでのパフォーマンスを見たクーパーはウィリー・ネルソンの息子のルーカス・ネルソンに接近し、映画の作業への協力を頼んだ。同意したネルソンはいくつかの曲を書いてプロデューサーに送った。その後ネルソンはガガに会って共同で楽曲を書き、また彼女は彼の2017年のアルバムのうち2トラックでバッキングボーカルを務めた。

## 公開
配給はワーナー・ブラザースが行う。当初公開は2018年9月28日と予定されていたが、後に2018年5月18日に繰り上げられ、そして再度2018年10月5日に変更された。2018年6月8日、日本語題が『アリー/ スター誕生』に決定したことが報じられた。日本公開は12月21日。アメリカではR指定となっているが、日本ではPG12指定として公開される。

### 騒動
2018年10月1日、本作と同じ週に全米で封切られる映画『ヴェノム』のワールドプレミアが行われた。その直後から、ネット上では同作を酷評するレビューが多数投稿された。そのレビューの文章の多くが同一の文章であり、ごく少数のアカウントがそれらを大量に流していたこともあって、ネット上における印象操作の可能性が指摘された。『ヴェノム』を酷評する文章の中には、その代わりに本作の鑑賞を薦めるものが少なからずあった。そのため、一連の工作はレディー・ガガの過激なファンによって行われたものであるとの見方が有力である。

## 評価

### 興行成績
本作は『ヴェノム』と同じ週に封切られ、公開初週末に4200万ドル前後を稼ぎ出すと予想されており、その予想は的中した。2018年10月5日、本作は全米3686館で公開され、公開初週末に4290万ドルを稼ぎ出し、週末興行収入ランキング初登場2位となった。

### 批評
本作は批評家から絶賛されている。映画批評集積サイトのRotten Tomatoesには334件のレビューがあり、批評家支持率は90%、平均点は10点満点で8.1点となっている。サイト側による批評家の見解の要約は「主演2人の演技は見事であり、演出も巧みである。また、ラブストーリーとしても魅力的である。『アリー/ スター誕生』は傑作から傑作を生み出したという意味で真のリメイク作品であり、物語の中には語り直しによって輝きを取り戻すものがあるということを思い起こさせてくれる。」となっている。また、Metacriticには60件のレビューがあり、加重平均値は88/100となっている。なお、本作のCinemaScoreはAとなっている。